# 유산 (조원후)
유산(劉山, ? ~ ?)은 전한 후기의 제후로, 성양강왕의 아들이다.

## 행적
감로 4년(기원전 50년), 조후(棗侯)에 봉해졌다.
시호를 원(原)이라 하였고, 작위는 아들 유추가 이었다.

## 출전
- 반고, 《한서》 권15하 왕자후표 下

| 선대 (첫 봉건) | 전한의 조후 기원전 50년 ~ ? | 후대 아들 조절후 유추 |